# Conduttività ionica

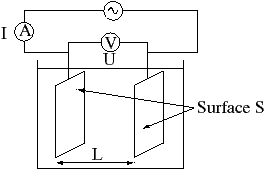
Rappresentazione di una cella per la misurazione della conduttività ionica.

La conduttività ionica (o conduttanza specifica ionica), simbolo γ, rappresenta la funzione inversa della resistività riferita ad un conduttore di seconda specie, quale una soluzione. È la conduttanza riferita ad 1 cm3 di soluzione. Le unità di misura comunemente utilizzate sono il μS/cm o il mS/cm.
{\displaystyle \gamma =G\cdot {\frac {l}{S}}}
dove:
- {\displaystyle \gamma } è la conduttanza specifica (misurata in μS/cm);
- {\displaystyle G} è la conduttanza (misurata in μS);
- {\displaystyle l} è lo spessore della cella conduttometrica (misurato in cm);
- {\displaystyle S} la superficie affacciata degli elettrodi (superficie normale, misurata in cm2).

Le misure di conducibilità si effettuano in regime di corrente alternata, per evitare fenomeni di elettrolisi. La temperatura influisce sulla conduttività provocandone un aumento in seguito ad aumento di energia cinetica delle particelle dovuto ad incrementi di temperatura. Il solvente invece influenza il libero movimento degli ioni in relazione alla sua viscosità. La cella è semplicemente costituita da due lamine di platino, di dimensioni standard, collegate ai poli di un generatore di corrente e immerse in soluzione. Per la misura si può utilizzare un ponte di Kohlrausch o un dispositivo elettronico digitale.
L'effetto della diluizione è differente in relazione alla tipologia di elettrolita in oggetto: un elettrolita forte, come il cloruro di sodio o l'acido cloridrico, subisce una diminuzione di conduttanza perché, essendo già totalmente dissociato, risente della diminuzione di concentrazione. Un elettrolita debole, invece, è tendenzialmente poco conduttivo ma a seguito a dissociazione, favorita dalla diluizione, aumenta il numero di ioni presenti in soluzione e di conseguenza aumenta la conduttanza. Oltre un certo limite, continuando a diluire, comincerà a prevalere l'effetto contrario.
La conduttività è una grandezza che varia in funzione della natura dell'elettrolita e della diluizione. Un parametro funzione solamente della diluizione, e che quindi varia più linearmente rispetto alla concentrazione, è la "conduttività ionica equivalente". Il numero di trasporto è una grandezza che definisce la frazione di corrente elettrica trasportata da uno ione quando questo è sottoposto all'azione di un potenziale elettrico.